# Galileo Galilei

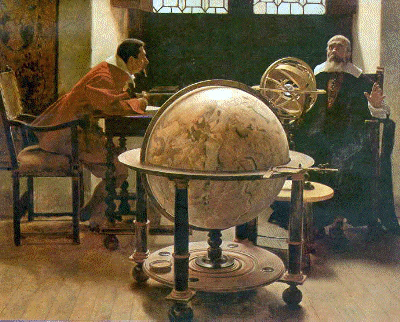
Galilei en Viviani, 1892, Tito Lessi

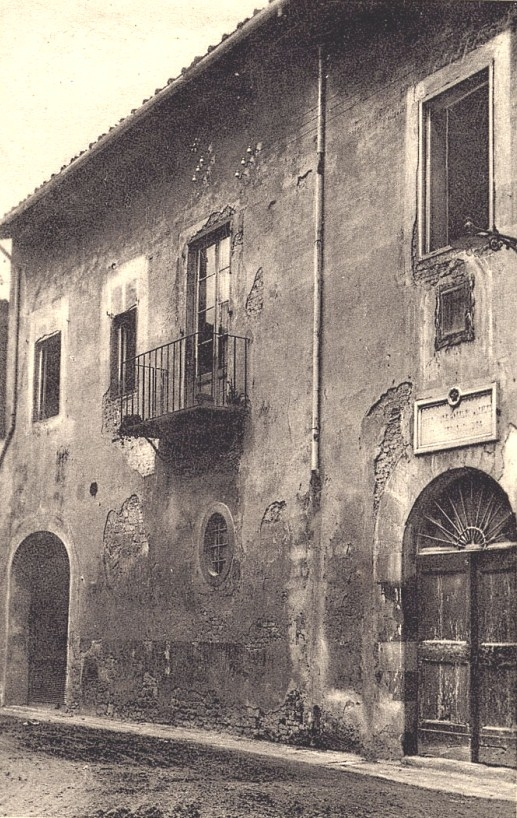
Geboortehuis van Galilei in Pisa

Galileo Galilei (Pisa, 15 februari 1564 – Arcetri, Florence, 8 januari 1642) was een Italiaans natuurkundige, astronoom, wiskundige en filosoof. Hij was hoogleraar in Pisa (1589-1592) en Padua (1592-1610). In het Nederlands, het Duits en in de Scandinavische talen wordt hij meestal aangeduid als Galilei, in het Frans als Galilée. In de meeste andere Europese talen wordt hij bij zijn voornaam Galileo genoemd.

## Leven

### Jeugd
Galilei werd op 15 februari 1564 geboren in Pisa als oudste zoon van Vincenzo Galilei en Giulia Ammananti. Zijn vader was een bekend luitspeler-componist en schrijver van muziektheoretische boeken. In 1572 trok Vincenzo samen met zijn vrouw en vijf jongste kinderen naar Florence, waarbij de achtjarige Galileo achterbleef in Pisa bij Muzio Tedaldi, schoonfamilie van zijn moeder, een koopman met wie Galilei's vader korte tijd een handel in wol had gehad.:1 In 1574 voegde Galilei zich weer bij zijn familie in Florence, waar hij werd onderwezen in het Camaldulenzer klooster van Santa Maria van Vallombrosa. De jonge Galilei werd zo aangetrokken tot het kloosterleven dat hij zelfs een tijdje novice was, totdat zijn vader hem daar weghaalde. Deze wenste namelijk dat zijn zoon dokter zou worden, zoals een vijftiende-eeuwse voorzaat van de familie Galilei, Galileo Bonaiuti, naar wie Galilei was genoemd. Het gezin had moeite om rond te komen. Galilei voorzag zijn leven lang in het onderhoud van zijn broers en zussen.

### Universitaire studies
In 1580 zorgde Vincenzo ervoor dat zijn zestienjarige zoon werd ingeschreven aan de faculteit geneeskunde van de Universiteit van Pisa en regelde hij het zo dat Galilei opnieuw bij Tedaldi kon intrekken. De studies spraken hem niet aan, maar buiten de universiteit om maakte hij kennis met de toegepaste wiskunde door toedoen van Ostilio Ricci. Deze bepaalde soortelijke dichtheden en hield zich bezig met stromende en rustende vloeistoffen, waar later Galilei's eerste onderzoekingen over zouden gaan. Met hulp van deze Ostilio Ricci overtuigde Galilei in 1583 zijn vader ervan om zich via privélessen in de wiskunde te bekwamen. Hij begon ook aan een studie natuurkunde maar moest door geldgebrek na vier jaar stoppen, mede omdat groothertog Ferdinand hem niet financieel wilde steunen om zijn doctorstitel te halen. In 1585 verliet hij de universiteit zonder diploma.

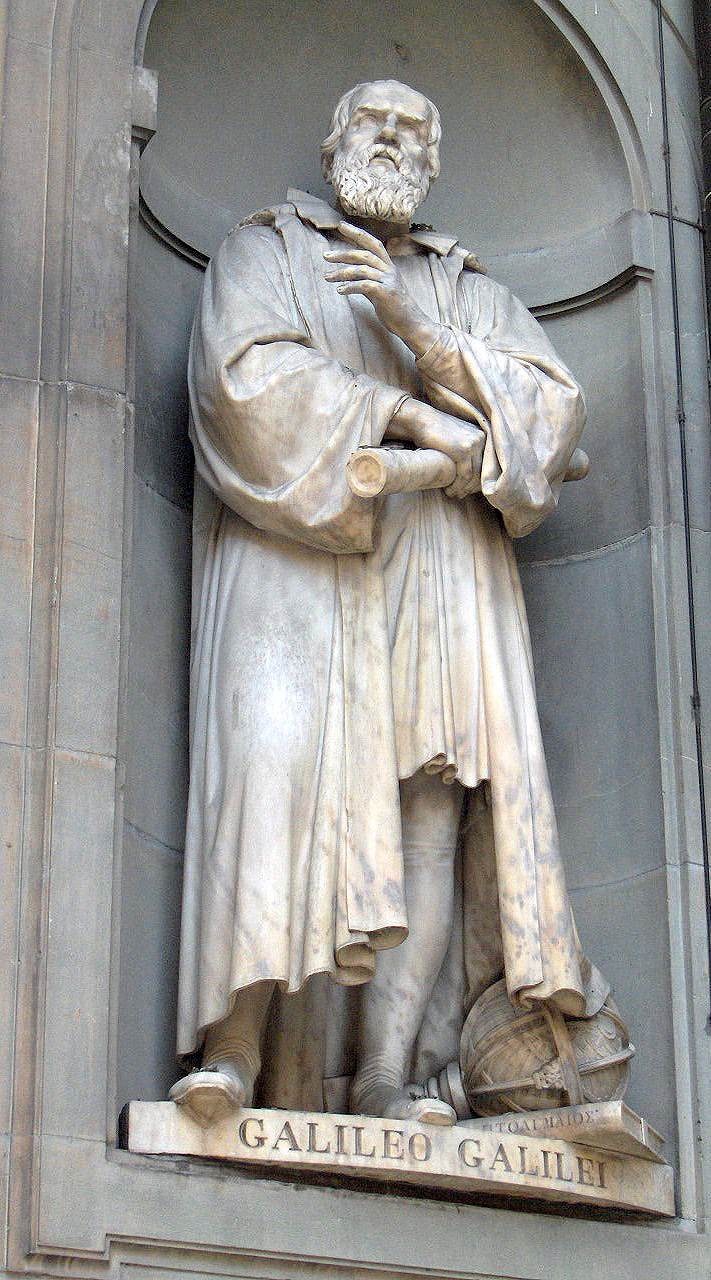
Standbeeld in de Uffizi, Florence

### Hoogleraar
In 1589 werd hem, op voorspraak van zijn beschermheer, markies Guidobaldo del Monte, in Pisa een leerstoel wiskunde aangeboden, die hij aannam. Naar het schijnt had hij het hier niet erg naar zijn zin; hij ervoer geregeld onenigheden met collega's en het salaris was relatief laag (60 scudi (schilden) per jaar). Daardoor moest hij bijlessen geven en studenten in huis nemen. In 1590 publiceerde hij zijn eerste boek De motu (Over beweging). Hij nam in 1592 ontslag en trok daarna weer in bij zijn ouders.
Na enkele maanden werd hij door de universiteit van Padua aangenomen, waar hij tot 1610 als hoogleraar les gaf in meetkunde, mechanica en sterrenkunde. Hij zou het hier erg naar zijn zin hebben gehad, en het salaris was aanzienlijk hoger, vooral ook door de bijlessen die hij gaf en de studenten die hij in zijn huis nam.
Galilei richtte een werkplaats in als instrumentenmakerij, voor eigen proeven en voor de verkoop van bijvoorbeeld zijn proportionaalpasser. Met die passer kon men worteltrekken en ook andere berekeningen doen. In 1609 maakte hij, geïnspireerd door het ontwerp van de telescoop, die in Nederland uitgevonden was door Hans Lipperhey, een verbeterde versie van de kijker, waarmee hij al in datzelfde jaar een aantal opzienbarende astronomische ontdekkingen deed.
In deze periode deed Galilei zijn ontdekkingen in de zuivere en toegepaste wetenschap, onder meer in de bewegingsleer (kinematica), de sterrenkunde en de sterkteleer van materialen. Daarnaast doceerde hij aan zijn studenten vernieuwende theorieën, bijvoorbeeld in de natuurkunde, waarbij hij doceerde dat de valversnelling, in tegenstelling tot Aristoteles' ideeën, onafhankelijk is van de massa. Ook begon hij te twijfelen aan de leer van Ptolemeus, en verdedigde hij in plaats daarvan de leer van Copernicus.

### Samenwonen en kinderen
Hoewel hij katholiek was, leefde Galilei ongetrouwd samen met Marina Gamba, en leefde daarmee in de ogen van de Katholieke Kerk in zonde. Ze kregen twee dochters en een zoon. De dochters werden vanwege hun onwettige geboorte - niemand zou hen willen trouwen - naar het klooster San Matteo in Arcetri gestuurd. Vanuit het klooster was Maria Celeste, de oudste dochter, een bron van steun voor haar vader.

### Publicaties en conflict met de Kerk
In 1610 publiceerde Galilei zijn waarnemingen van de maan, de sterrenhemel, de Melkweg en de manen van Jupiter, allemaal gedaan met behulp van zijn telescoop, in zijn Sidereus Nuncius (Sterrenbode). Het jaar daarop kwam Galilei naar Rome om aan de jezuïeten van het Collegio Romano de telescoop te demonstreren. Hij werd toen ook lid van de Accademia dei Lincei.
Vanaf 1612 ontstond er verzet tegen Galilei's bewijzen voor een copernicaans, heliocentrisch wereldbeeld, dat niet in overeenstemming was met de opvatting van de Kerk dat de aarde het centrum van het heelal was. Galilei kwam weer naar Rome, ditmaal om zich te verdedigen. Kardinaal Bellarmino, die Galilei genegen was, vermaande Galilei op last van paus Paulus V in 1616 de copernicaanse theorie niet meer in het openbaar te verdedigen. In 1622 schreef Galilei zijn tweede boek, Il saggiatore, dat werd goedgekeurd en uitgegeven in 1623.
Al in de vroegchristelijke periode werd de metafoor van het boek van de natuur gehanteerd. Dit was een opvatting die de natuur ziet als een boek dat - naast de Bijbel – gelezen kan worden als een bron van godskennis. Vanaf Augustinus lag een nadruk op het belang dat op deze wijze ook ongeletterden tot die godskennis konden komen. In Il saggiatore breekt Galilei met de augustijnse traditie van de vijfde eeuw dat het boek van de natuur door iedereen gelezen kan worden, ook door ongeletterden. Het boek kan niet begrepen worden als men niet eerst de taal en de letters leert waarin het geschreven is. Het boek is geschreven in de taal van de wiskunde en zijn letters zijn driehoeken, cirkels en andere geometrische figuren en zonder die kennis is het menselijk onmogelijk ook maar een enkel woord [van het boek] te begrijpen.
In 1630 vroeg Galilei in Rome toestemming om zijn Dialogo uit te geven. Nadat aan de eis tot het aanbrengen van enkele wijzigingen was voldaan, kreeg het boek het imprimatur en werd het uitgegeven in Florence in 1632. In oktober 1632 werd Galilei echter alsnog opgeroepen om te verschijnen voor de kerkelijke rechtbank in Rome om zich te verantwoorden voor de uitgave van de Dialogo. Zie hierover verder onder Conflict met de Katholieke Kerk.

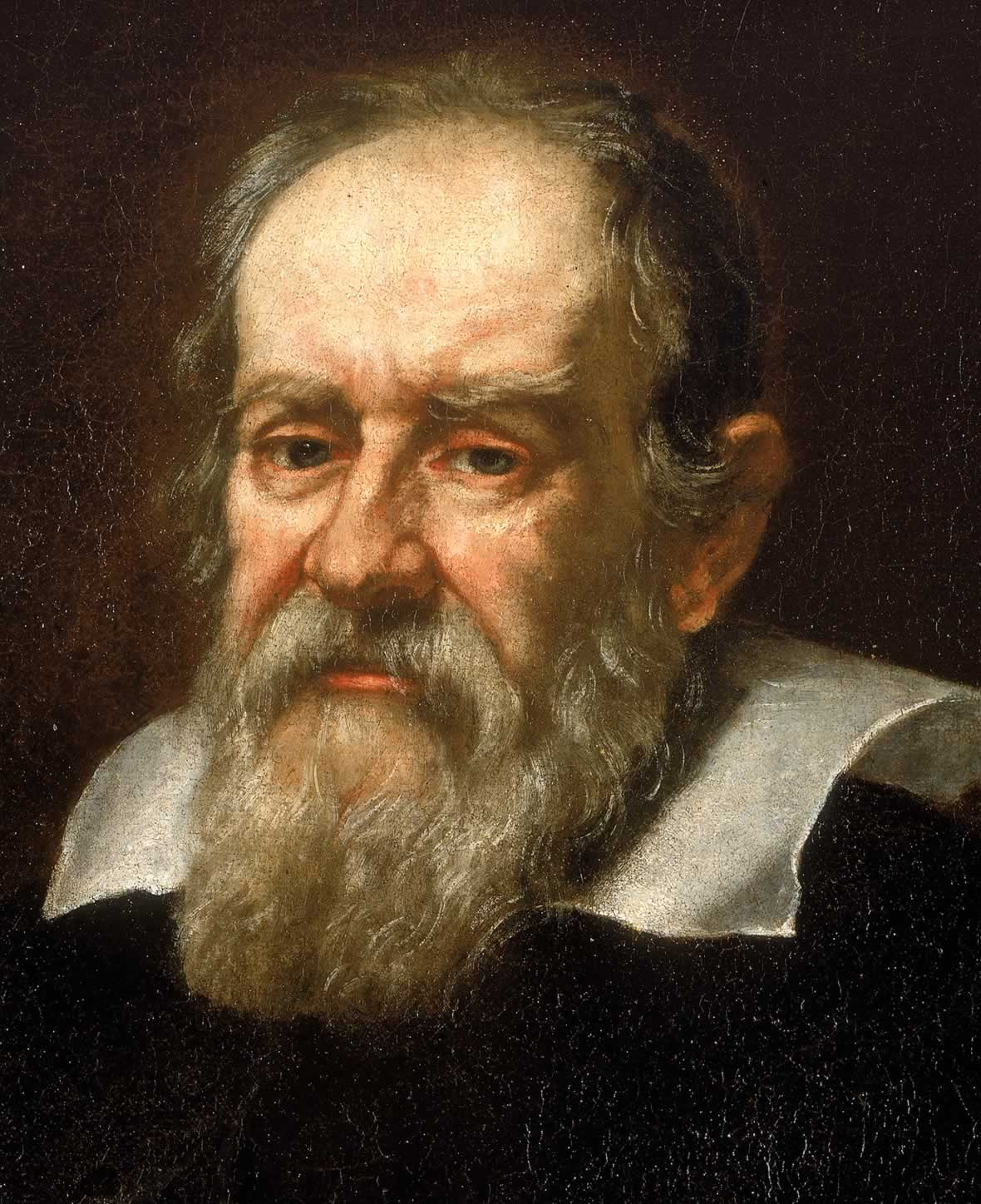
Galileo Galilei, circa 72 jaar oud door Justus Sustermans 1636

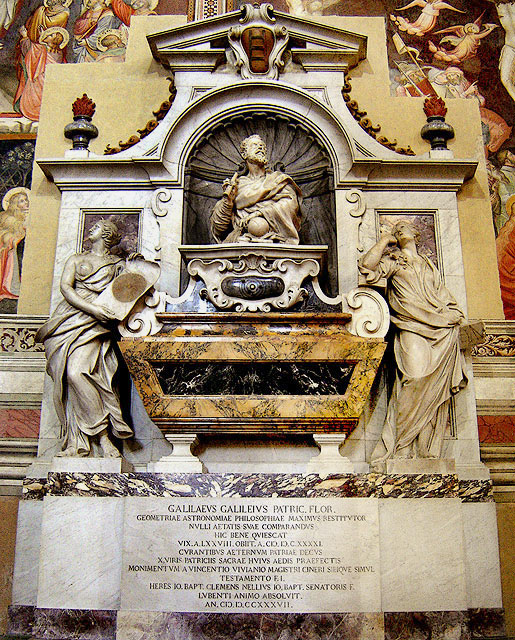
Grafmonument van Galilei in de Santa Croce kerk te Florence

### DeDiscorsien overlijden
Tijdens zijn huisarrest verbleef hij eerst vijf maanden in de woning van de aartsbisschop van Siena. Deze was een overtuigd aanhanger van Galilei en steunde hem overal waar nodig.
In december 1633 mocht Galilei dan eindelijk terug naar zijn villa in Arcetri, waar hem het verbod werd opgelegd ook maar iets te doceren. Volgens het oordeel moest hij drie jaar lang elke week de zeven boetpsalmen bidden. Zijn dochter Suor Celeste nam deze opgave, zolang ze nog in leven was, over. Zijn sociale contacten werden ook aan banden gelegd. Toch mocht hij nog zijn dochter in het klooster San Matteo bezoeken en enkele onderzoeken uitvoeren (maar niet naar onderwerpen die gerelateerd waren aan het heliocentrisme).
Na een tijdje werd zijn huisarrest minder streng. Hij mocht brieven schrijven naar vrienden en geleerden en kon soms zelfs bezoek ontvangen. Onder andere Thomas Hobbes en John Milton bezochten hem en vanaf 1641 ook zijn voormalige leerling Benedetto Castelli.
Terwijl Galilei onder huisarrest stond, slaagde hij erin een belangrijk boek naar de Nederlanden te laten smokkelen: Discorsi e Dimostrazioni Matematiche, intorno a due nuove scienze (gesprekken en wiskundige bewijzen aangaande twee nieuwe wetenschappen). Hierin verdedigde hij zijn nieuwe inzichten. Dezelfde personen van de Dialogo van 1632 keerden erin terug. Het werd in 1638 in Leiden gepubliceerd. De twee "nieuwe" wetenschappen zijn materiaalkunde en kinematica.
Galilei overleed op 8 januari 1642. De groothertog van Toscane, Ferdinando II, wenste hem te begraven in het voornaamste deel van de Basilica di Santa Croce in Florence, naast de tombes van zijn vader en andere voorouders, en een marmeren mausoleum te zijner ere op te trekken. Deze plannen werden echter geschrapt, nadat paus Urbanus VIII en diens neef, kardinaal Francesco Barberini, hiertegen hadden geprotesteerd. Hij werd in plaats daarvan begraven in een kleine kamer naast de novicenkapel aan het eind van een gang naar de sacristie van het zuidelijke transept van de basilica. In 1737 werden de stoffelijke resten van Galilei opgegraven en herbegraven in het voornaamste deel van de basilica nadat er een fraai grafmonument te zijner ere was opgetrokken. Bij de opgraving werd om onduidelijke redenen de middelvinger van zijn rechterhand afgehakt. Dit relikwie is te bezichtigen in het Museo di Storia della Scienza, ook in Florence.

## Sterrenkunde

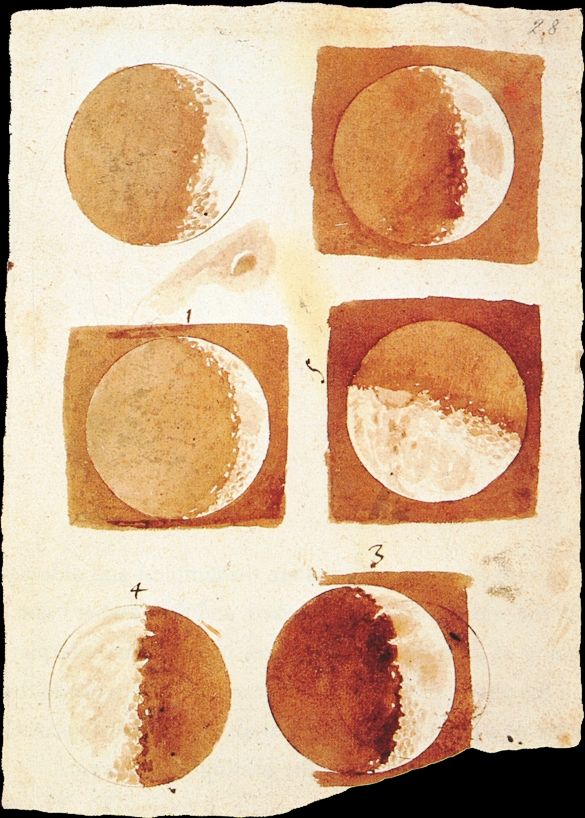
Schijngestalten van de maan door Galilei

### Pionier van de telescoop
Voordat Galilei de telescoop gebruikte voor zijn astronomische waarnemingen had hij deze in ongeveer augustus 1609 voor de Doge van Venetië gedemonstreerd voor oorlogsgebruik. Anders dan men vooral in Italië nog wel beweert, had Galilei de telescoop niet uitgevonden: hij bracht de Hollandse kijker op de markt. Dit vroege type telescoop was omstreeks 1608 in Middelburg uitgevonden door Lippershey of Sacharias Jansen.
Galilei verbeterde in 1609 de telescoop. Lange tijd dacht men dat hij de telescoop ook als eerste voor astronomische waarnemingen gebruikte maar die eer gaat naar Thomas Harriot. Het was een tijd waarin meerdere wetenschappers vol verwachting de telescoop naar de nachthemel richtten: behalve Galilei en Harriot ook William Lower, Simon Marius, Johannes Fabricius, Odo van Maelcote, Giovanni Paolo Lembo en Christoph Scheiner. Galilei was in maart 1610 de eerste om te publiceren. In Sidereus nuncius, in het Nederlands de Sterrenbode, beschreef hij zijn waarnemingen. De maan was niet mooi gaaf, zoals men altijd beweerd had, maar vertoonde reliëf. Anders dan Harriot zag Galilei niet gewoon vlekken, maar besefte hij dankzij zijn artistieke vaardigheid in chiaroscuro dat het om schaduwen ging. Hij had de kraters gevonden. Verder observeerde hij dat de Melkweg een verzameling sterren was en dat rond Jupiter vier heldere manen draaiden: Io, Europa, Ganymedes en Callisto. Hij nam ook de schijngestalten van de planeet Venus waar.
Enige maanden later richtte hij de kijker op Saturnus en merkte "iets" op aan beide zijden van deze planeet. Hij dacht dat Saturnus twee manen had maar omdat hij er niet zeker van was wat hij precies gezien had, verpakte hij zijn waarneming in een anagram. Pas Christiaan Huygens concludeerde in 1656 dat wat Galilei gezien had een ringenstelsel moest zijn.
De kraters op de maan en de zonnevlekken, die hij later ontdekte, waren in strijd met de leer van Aristoteles over de volmaaktheid van de objecten aan de hemel. Galilei had een verschil van mening met de jezuïeten uit Zürich over wie de zonnevlekken het eerst had ontdekt. Die eer komt aan de jezuïeten toe.

### Bewijs voor Copernicus' heliocentrisch systeem
Galilei wordt beschouwd als de vader van de moderne astronomie. Op grond van de waarnemingen van Jupiters manen en vooral Venus' fasen kwam Galilei tot de conclusie dat de Zon in het midden van het zonnestelsel staat. Jupiters manen draaien niet om de aarde, maar er werd gedacht dat alles om de aarde draaide. Eerder dacht iedereen, op grond van wat men zag en op grond van de geschriften van Plato, Aristoteles en later Ptolemaeus, dat de aarde in het middelpunt van het gehele universum stond, en dat de zon, de planeten en alle sterren om de aarde heen draaiden. Dit was ook de opvatting van de Kerk. Galilei's interpretatie van zijn eigen waarnemingen was in strijd met het toen gangbare geocentrische model van Ptolemaeus, terwijl ze de heliocentrische theorie van Nicolaas Copernicus ondersteunde. Echt bewijzen kon hij de beweging van de aarde om de zon echter niet, omdat daarvoor de waarneming van de parallax van de sterren nodig is.

### Conflict met de Katholieke Kerk
Na een aantal jaren kwam Galilei dan ook in conflict met de Kerk, hoewel hij zelf volhield dat zijn werk slechts een zuiver theoretische beschrijving inhield, en niet in conflict was met de godsdienst, die hijzelf ook aanhing. Hij meende juist te laten zien hoe doordacht het door God geschapene in elkaar zat.
Hoewel de Kerk in de middeleeuwen de stichting van onafhankelijke universiteiten had geaccordeerd om zo wetenschappelijke ontdekkingen te stimuleren, kon er toch een conflict met Galilei ontstaan. Op de universiteiten bestond al langere tijd een levendige discussie over het geocentrische model. Na Copernicus had de theoloog Paolo Antonio Foscarini gepleit voor een heliocentrisch model, waarbij werd aangegeven dat dit model niet tegen de Bijbel inging. Ook Kepler had in 1597 het heliocentrische model als juist geopperd. De officiële katholieke leer die door het Concilie van Trente in 1563 was geformuleerd, was dat de Bijbel uitsluitend in aangelegenheden van geloof of moraal onfeilbaar was. Ze deed geen uitspraken op het gebied van wetenschap.

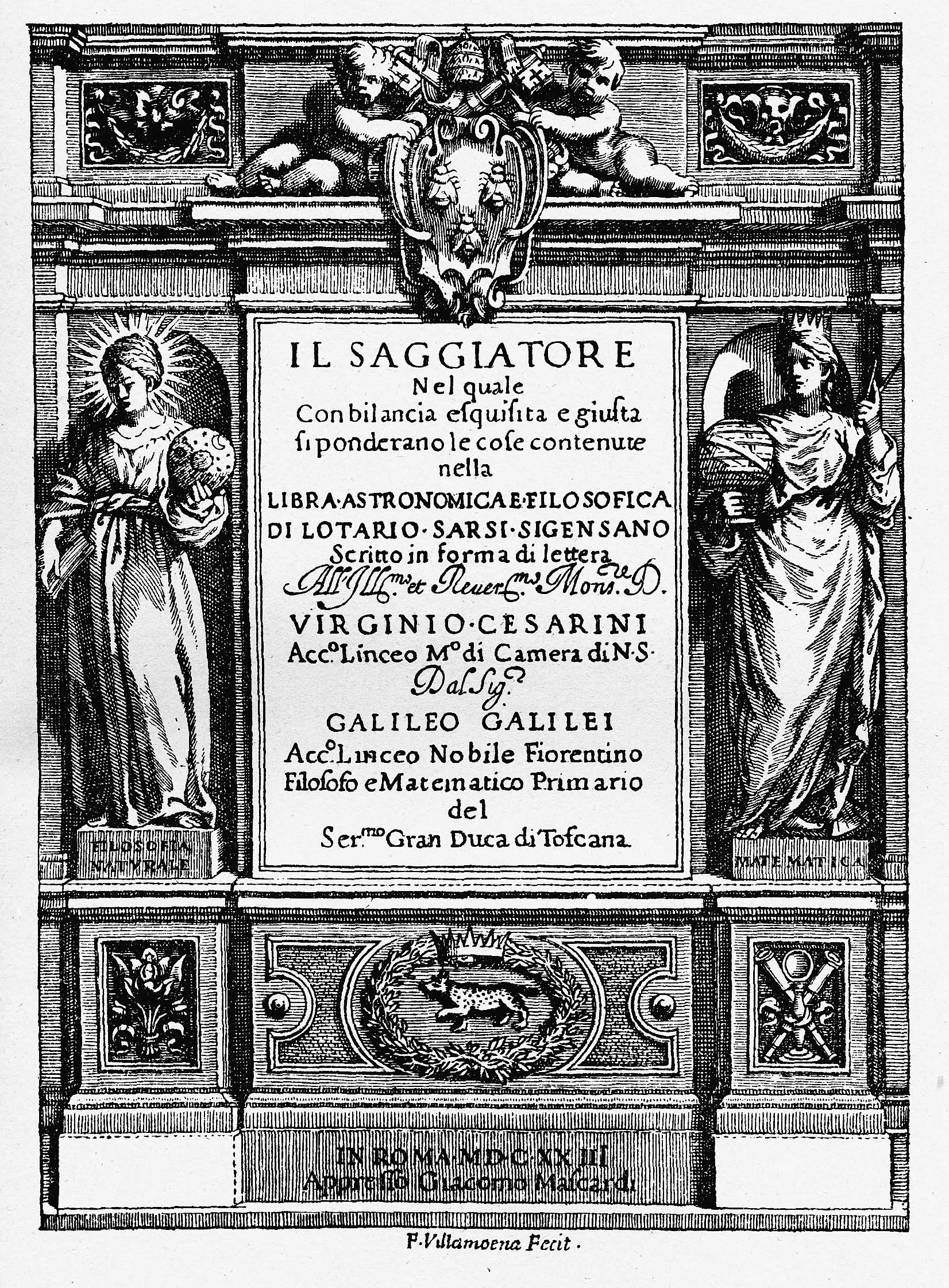
Francesco Villamena's titelplaat voor Galilei's Il Saggiatore, uitgegeven in 1623 door de Accademia dei Lincei te Rome.

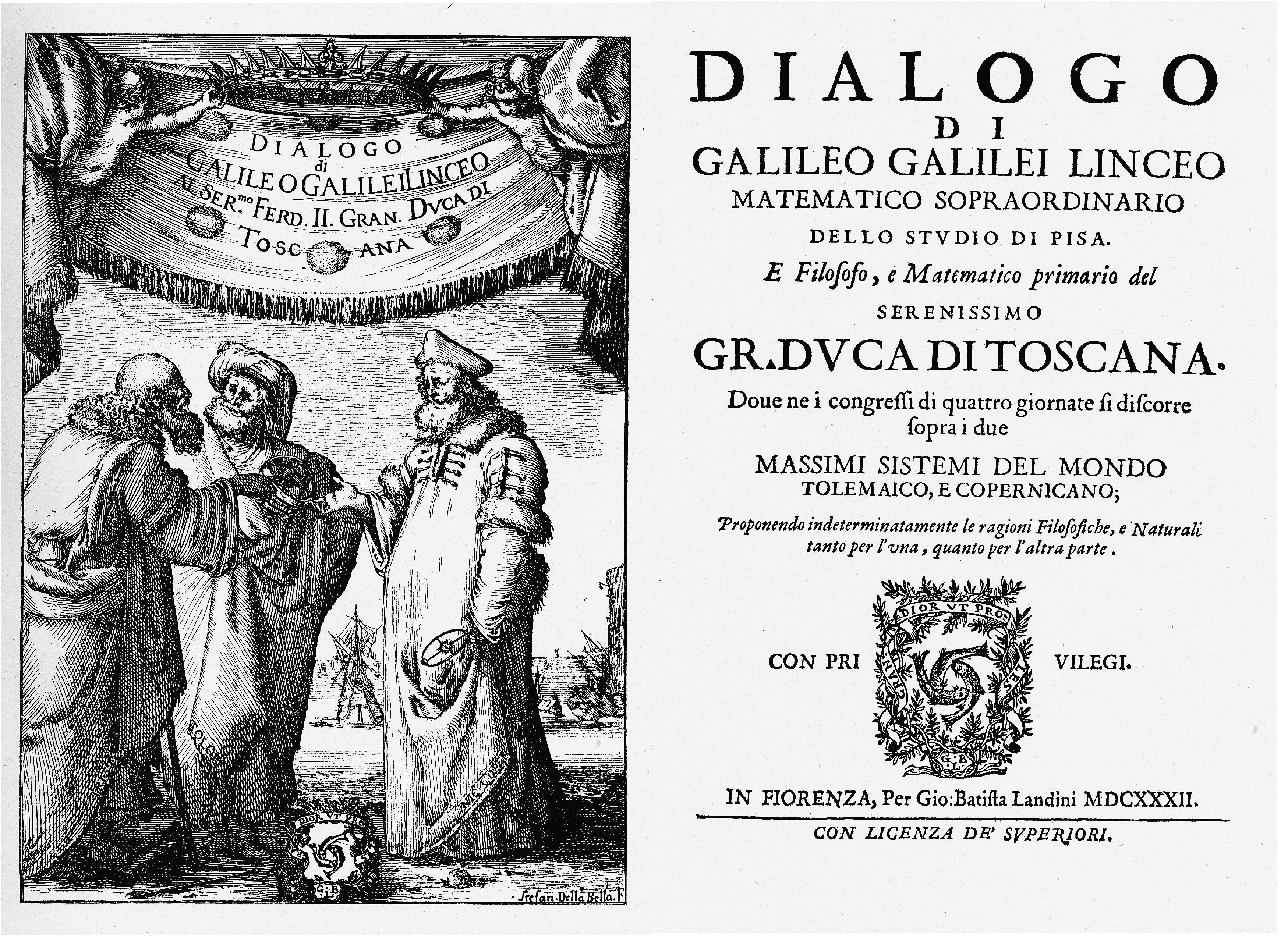
Stefan Della Bella's frontispice en titelpagina voor Galilei's Dialogo, uitgegeven in 1632 door Giovanni Battista Landini te Florence.

Toch werd het werk van Galilei twee keer onderzocht door de Inquisitie. Het eerste onderzoek vond plaats door kardinaal Bellarminus in 1616. Deze hield vast aan een letterlijke uitleg van de Bijbel. Volgens Prediker 1:5 zou de zon wel degelijk op en onder gaan. Hij vond dat het Concilie van Trente te veel ruimte liet voor een figuurlijke uitleg. Hij gaf Galilei eerst het advies om het Copernicanisme als een hypothese te brengen. Galilei werd verzekerd dat de Inquisitie geen verdere actie zou nemen. Later werd het een officiële waarschuwing met een verbod om zijn opvattingen aangaande het heliocentrisme in het openbaar te verdedigen. In 1616 werd tevens het boek van Foscarini verboden en dat van Copernicus zou nader worden bekeken. In 1620 kwam de Congregatie van de Index met 10 correcties op het boek van Copernicus. Die hielden in dat het wereldbeeld werd gepresenteerd als een set van wiskundige hypothesen. Het boek mocht verder gewoon verkocht worden, met de correcties op een speciaal inlegvel.
Galilei hield zich een tijdje aan de waarschuwing. Een paar jaar later probeerde hij zich toch weer te mengen in de discussie aangaande het heliocentrisme contra het geocentrisme, via een student van hem. Pas vijf jaar later schreef hij weer een boek onder eigen naam, Il saggiatore, de analyticus. Hierin beschouwde hij op een voor die tijd ongebruikelijke, bijna cynische, wijze de manier waarop wetenschap werd bedreven. Galilei droeg dit boek op aan zijn goede vriend Maffeo kardinaal Barberini, de toenmalige paus Urbanus VIII. Als teken hiervan plaatste hij het familiewapen van de Barberini’s, een schild met drie bijen, bovenaan de titelpagina van het werk (zie eerste afbeelding rechts).
Een jaar later, in 1624, ging Galilei weer naar Rome en sprak daar met paus Urbanus over zijn werk, onder meer over zijn theorie over de getijden, die volgens hem ook zouden duiden op een bewegende aarde. Paus Urbanus gaf Galilei toestemming om een boek te schrijven over de heliocentrische theorie zolang hij het maar als een theoretische mogelijkheid beschouwde en niet als een bewezen feit. Dialogo sopra i due massimi sistemi del mondo, tolemaico e copernicano is het boek waar Galilei vanaf 1624 aan gewerkt heeft. Hij voltooide het in 1632. Het boek had eerst een andere titel, Dialogo sul flusso e il reflusso del mare (Dialoog over de getijden), maar die werd door de Inquisitie afgekeurd. Galilei kreeg opdracht om alle verwijzingen naar de getijden uit de titel en van de frontispies (zie tweede afbeelding rechts) te verwijderen. Dat was omdat hij eerder met zijn getijdentheorie had willen aantonen dat de aarde om de zon draaide. Het boek ontving al snel het imprimatur, de benodigde toestemming om het te laten drukken. Galilei wist dit slim te verkrijgen door in het voorwoord op te nemen dat al het volgende puur hypothetisch was.
In dit boek behandelt Galilei de twee tot dan bekende modellen over de ordening van het heelal. Hij schreef echter niets over het inmiddels bekend geworden model van Brahe of Keplers Astronomia Nova (1609) en Tabulae Rudolphinae (1627). Evenmin schrijft hij iets over de baan van de aarde, waarvan Kepler al had berekend dat die de vorm van een ellips had. Galilei ging uit van een cirkelvormige baan. Het boek van Galilei was geen "state of the art wetenschap", maar blonk uit door zijn leesbaarheid. Het was geschreven in het Italiaans, terwijl wetenschappelijke werken in die tijd meestal in het Latijn werden uitgegeven. Het boek bestond uit vier dialogen tussen drie personen, Salviati, Sagredo en Simplicio. Salviati verdedigde het copernicaanse standpunt terwijl Simplicio het ptolemeïsche standpunt verwoordde. Galilei schreef het boek echter zo dat duidelijk naar voren kwam dat de copernicaanse theorie de enige logische was en dat de ptolemeïsche theorie onjuist moest zijn. Hij sloot het boek af met een dialoog over de getijden, die aan zouden moeten tonen dat de aarde wel degelijk bewoog. Aan het eind van die dialoog legde hij Simplicio enkele opmerkingen van de paus in de mond. In feite werd daarmee de paus belachelijk gemaakt. Die werd vereenzelvigd met Simplicio, degene die de discussie overtuigend verloor. Hoewel de paus een vriend was, was hij woedend na het lezen van het boek. De paus moest een krachtige indruk maken en kon niet met zich laten sollen, vanwege alle spanningen met de protestanten. Hierdoor kon hij niet anders dan opnieuw een onderzoek naar Galilei te laten instellen.
In 1633 was Galilei al een oude man van 69 jaar. Men zegt dat hij na het vernemen van het vonnis, levenslang huisarrest, de woorden "Eppur si muove!" ("En toch beweegt zij!" - namelijk de aarde om de zon) heeft geroepen. Deze uitspraak is echter apocrief en werd niet door een tijdgenoot opgetekend. Copernicus had het idee van een heliocentrisch zonnestelsel al volledig uitgewerkt in zijn De revolutionibus orbium coelestium maar met de publicatie ervan gewacht tot vlak voor zijn dood, in 1543, nadat Georg Joachim Rheticus er in 1539 in zijn Narratio prima al een voorproefje van had gegeven. Copernicus' werk werd door wetenschappers wel gelezen maar trok pas de aandacht van het Vaticaan toen Galilei ernaar begon te verwijzen. Kepler had met zijn drie wetten al een belangrijke theoretische basis gelegd voor het heliocentrisch denken. Het heliocentrische wereldbeeld werd vijftig jaar later door Isaac Newton verder aannemelijk gemaakt.

### Rehabilitatie door de Katholieke Kerk
In oktober 1992 sprak paus Johannes Paulus II een excuus uit, waarmee Galilei's naam werd gezuiverd en Galilei erkend werd als gelovig mens. Reeds lang voor die tijd was men er in kerkelijke kringen van overtuigd dat Galilei een betreurenswaardige behandeling had gekregen.
In 2008 waren er in het Vaticaan plannen om de rehabilitatie van Galilei kracht bij te zetten door een beeld van hem binnen de muren van Vaticaanstad te plaatsen. Paus Benedictus XVI prees dat jaar ook Galilei's grote bijdrage aan de sterrenkunde.

### Visie van de moderne wetenschap
Het middelpunt van het zonnestelsel is het zwaartepunt van alle hemellichamen die deel uitmaken van het zonnestelsel. Aangezien de zon voor 99,86% bijdraagt aan de massa van het zonnestelsel, ligt het middelpunt zeer dicht bij het zwaartepunt van de zon.
Wat betreft het heelal laat de moderne wetenschap vandaag de dag toe ieder willekeurig punt als middelpunt te kiezen, zij het niet in de betekenis van punt waar al het andere omheen draait. De algemene relativiteitstheorie stelt dat alle fysische processen in een willekeurig referentiestelsel intern consistent kunnen worden beschreven en verklaard.
Noch het geocentrisme, noch het heliocentrisme levert de eenvoudigste met alle waarnemingen overeenstemmende beschrijving van het heelal op, zie moderne opvattingen over geocentrisme en heliocentrisme.

## Natuurkunde
Galilei legde de grondslag voor de experimentele natuurkunde. Zijn bijdragen zijn onder meer:
- De slingertijd is niet afhankelijk van de grootte van het gewicht dat aan de slinger hangt en nauwelijks van de amplitude, wat de basis is geweest voor de ontwikkeling van nauwkeurige klokken met slinger. De slinger (hanglamp) waarmee hij deze ontdekking deed is nog steeds te bezichtigen in de kathedraal van Pisa.
- Grondslagen van de latere dynamica van Newton: de versnelling van vallende voorwerpen is niet afhankelijk van hun massa.
- De wet der traagheid: de snelheid van een voorwerp blijft constant als er geen kracht op werkt.
- Vroege poging om de lichtsnelheid te meten, maar de methode mislukte.
- Het principe van relativiteit (frame of reference) op het gebied van de klassieke mechanica.
- De Galileithermometer.
- De passer van Galilei: de proportionaalpasser, die hij niet heeft uitgevonden maar wel fabriceerde.

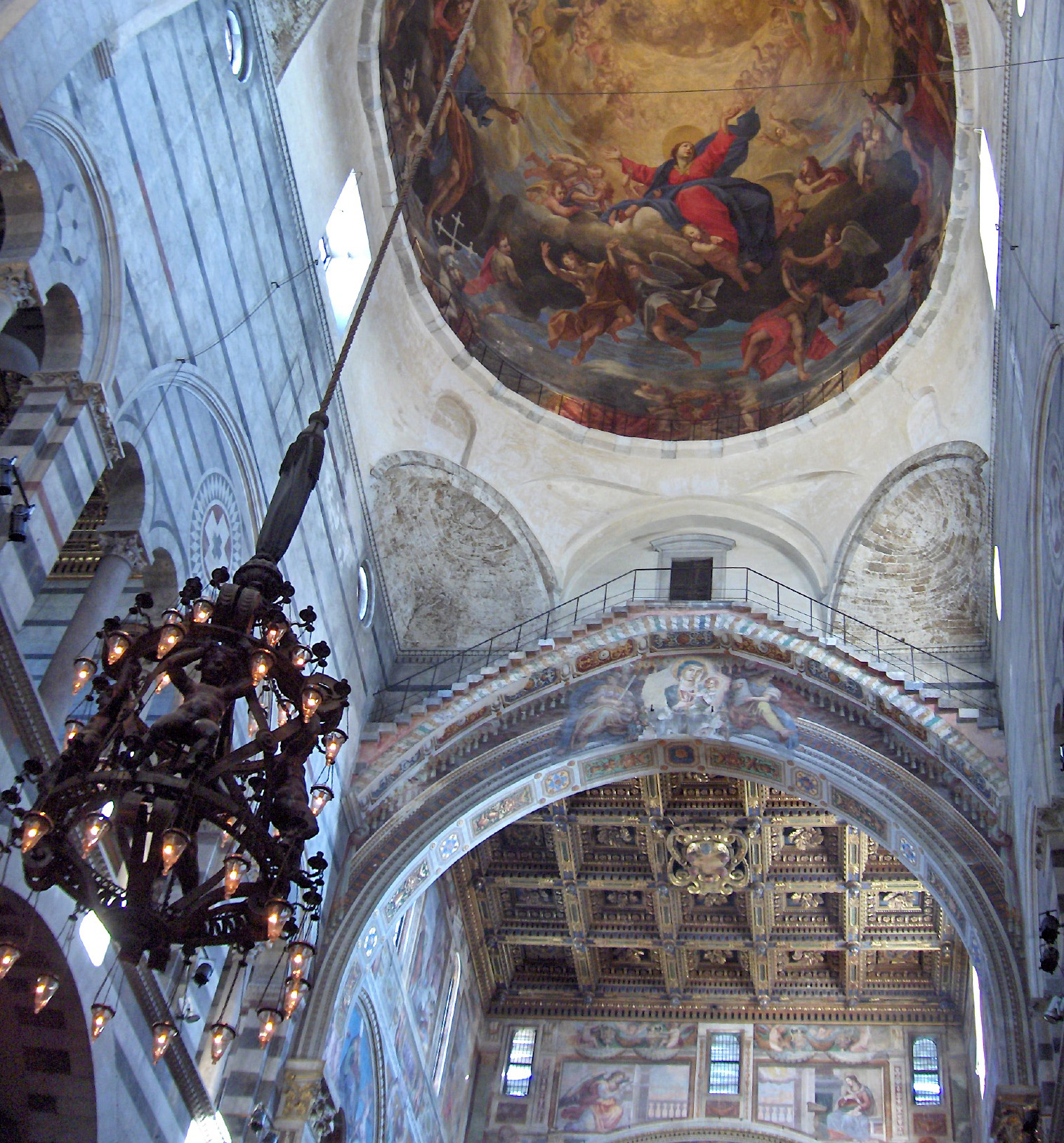
De hanglamp in de kathedraal van Pisa die als slinger diende
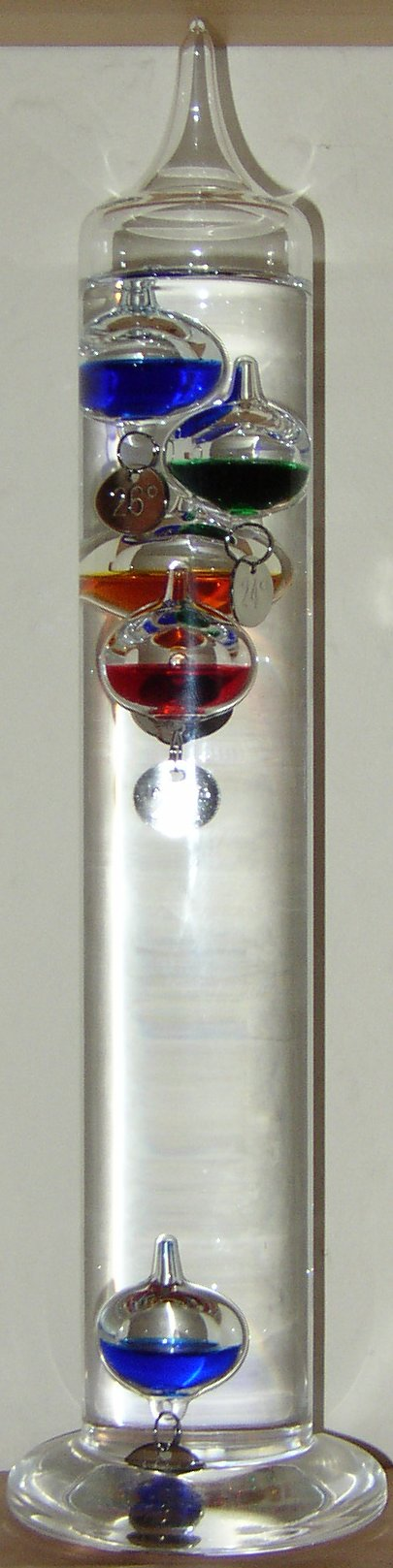
Galileithermometer
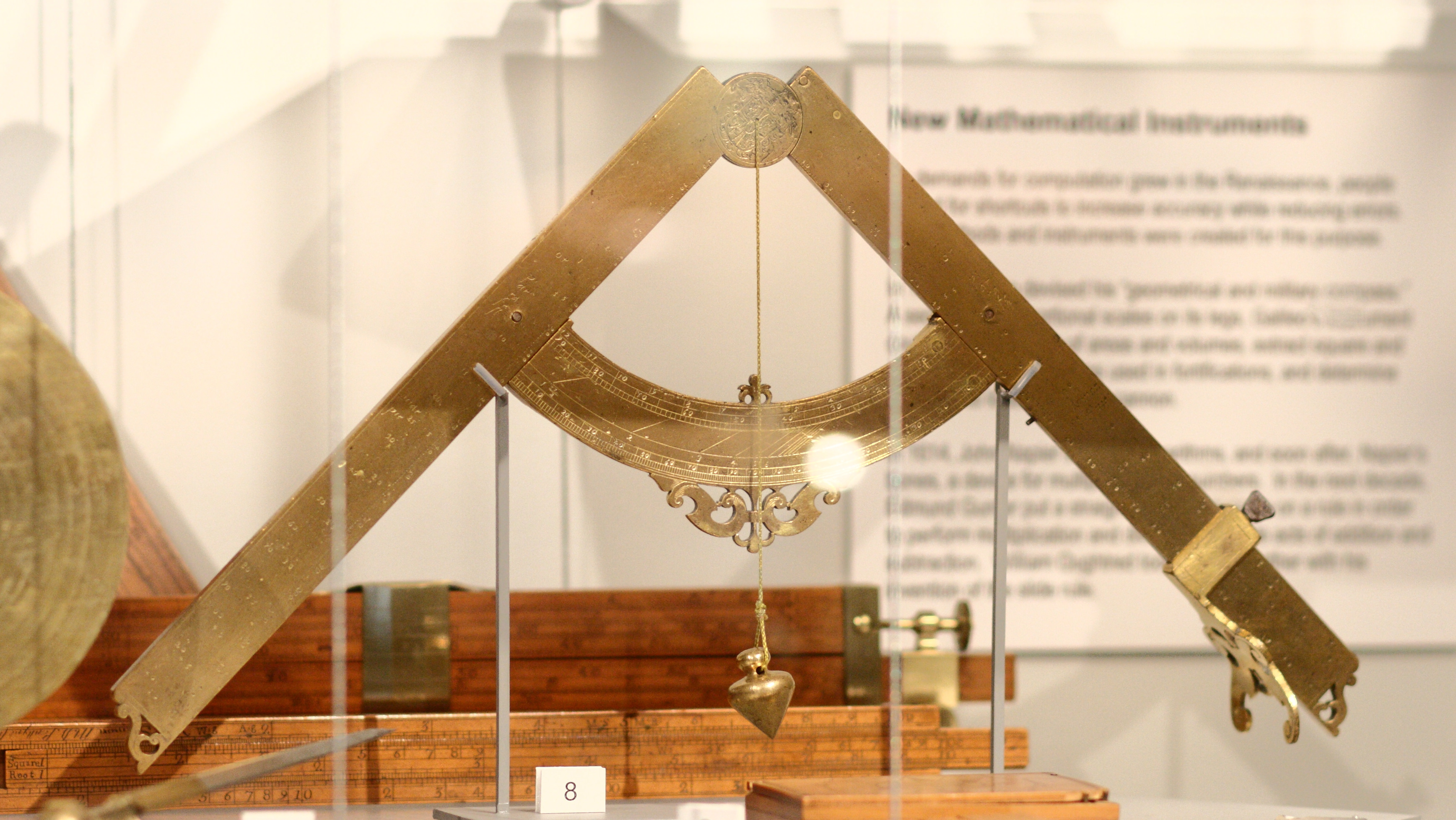
proportionaalpasser

## Wiskunde
Voor zijn dynamica greep Galilei terug op ideeën van Oresme, zoals het snelheid-tijddiagram. Galilei's behandeling van de kogelbaan met de ontbinding in constante horizontale en eenparig versnelde verticale beweging was nieuw. Hij voerde infinitesimale grootheden van hogere orde in. Zijn leerling Cavalieri zette dit werk voort.
Galilei produceerde één originele bijdrage aan de wiskunde: Galilei's paradox, waarin hij stelt dat er net zoveel perfecte kwadraatgetallen zijn als er gehele getallen zijn, hoewel de meeste getallen zelf geen perfecte kwadraatgetallen zijn.

## Werken
- 1586 - La Bilancetta (Het weegschaaltje)
- 1590 - De motu (Over beweging)
- Circa 1600 - Le Meccaniche (Mechanica)
- 1610 - Sidereus Nuncius (Sterrenbode)
- 1612 - Discorso intorno alle cose che stanno in su l'acqua (Verhandeling omtrent zaken die blijven drijven op water)
- 1613 - Historia e dimostrazioni intorno alle Macchie Solari (Vertoog over zonnevlekken)
- 1613 - Lettera al Padre Benedetto Castelli (Brief aan pater Benedetto Castelli)
- 1615 - Lettera a Madama Cristina di Lorena (Brief aan de groothertogin Christina)
- 1615 - Discorso sopra il flusso e il reflusso del mare (Verhandeling over eb en vloed)
- 1619 - Il Discorso delle Comete (De verhandeling over de kometen)
- 1623 - Il saggiatore (De keurmeester)
- 1632 - Dialogo di Galileo Galilei sopra i due Massimi Sistemi del Mondo Tolemaico e Copernicano (Tweegesprek van Galileo Galilei over de twee belangrijkste wereldsystemen, het ptolemeïsche en copernicaanse)
- 1638 - Discorsi e Dimostrazioni Matematiche, intorno a due nuove scienze, Leiden (Gesprekken en wiskundige bewijzen in twee nieuwe wetenschappen)

Verzameld werk
- Le Opere di Galileo Galilei, Edizione Nazionale, ed. Antonio Favaro, Florence, Barbera, 1890-1909; herdrukt 1929-1939 en 1964-1968. (Lijst met links naar alle delen van dit werk op de Italiaanstalige Wikisource)

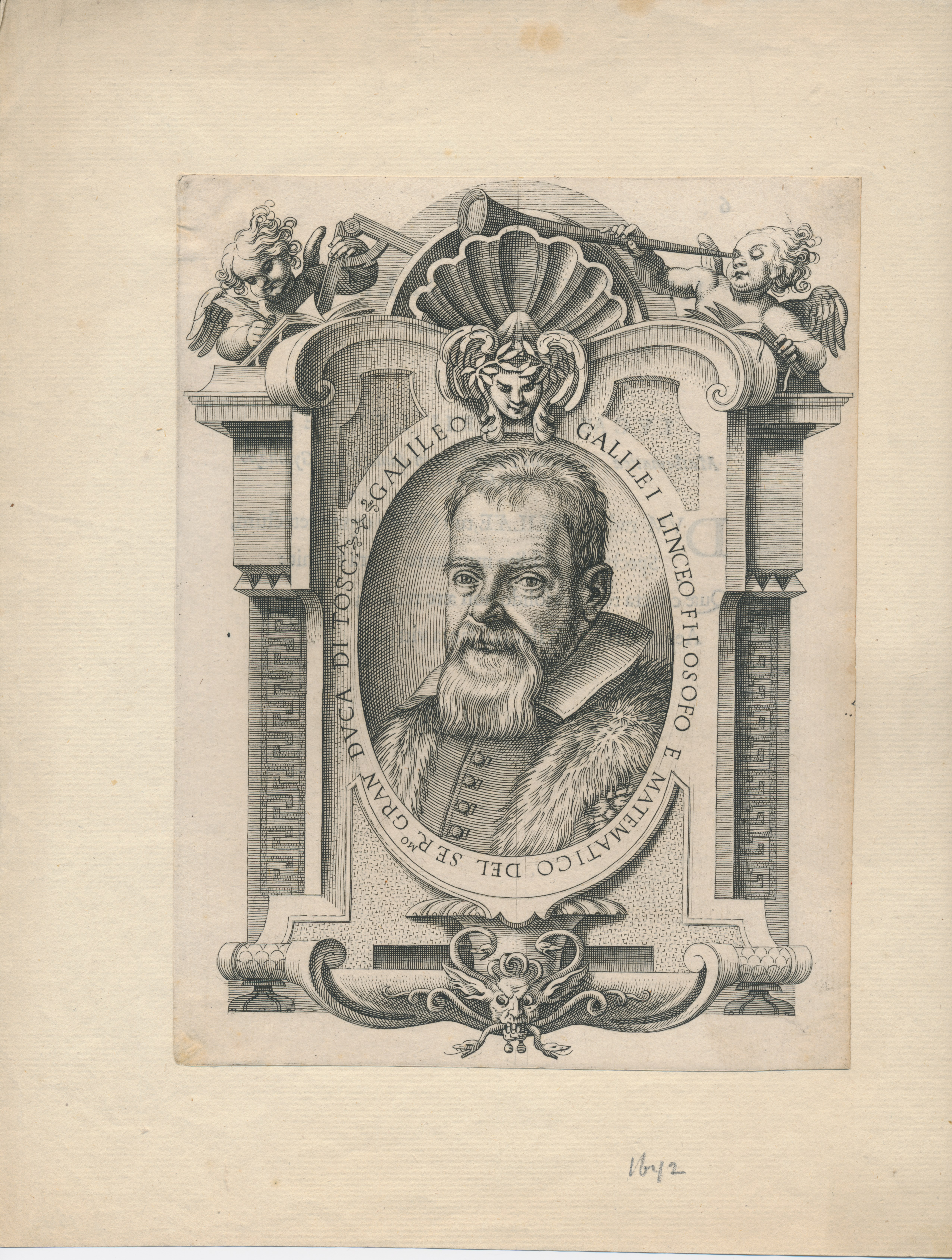
18e-eeuwse gravure

### Werken in Nederlandse vertaling
- Galileo Galilei, De sterrenbode van Galileo Galilei, trad. B. Ernst, Oudenbosch: Volkssterrenwacht Simon Stevin, 1963. (Sidereus Nuncius)
- Galileo Galilei, Om de waarheid en de wetenschap, trad. M. Agricola, Groningen: Historische Uitgeverij, 2010. ISBN 9789065542038
- Galileo Galilei, Dialoog over de twee voornaamste wereldsystemen, tradd. H. Van den Berg - H.F. Cohen - A. Van Helden, Amsterdam: Athenaeum, 2012. Dialogo sopra i due massimi sistemi del mondo) ISBN 9789025369989
- Galileo Galilei, Kijker, kerk en kosmos. Galileo Galilei's 'Bericht van de sterren' en 'Brief aan groothertogin Christina', vertaald en ingeleid door Margriet Agricola, Albert van Helden en Steven Van Impe, Amsterdam: Athenaeum-Polak & van Gennep, 2017. (Sidereus Nuncius; Lettera a Madama Cristina di Lorena) ISBN 9789025308384

### Anagrammen
Galilei aarzelde soms om een ontdekking te publiceren. Hij liep het risico niet serieus genomen te worden als naderhand bleek dat hij het verkeerd had gezien. Aan de andere kant wilde hij niet het risico lopen dat een andere ontdekker er eerder mee zou komen.
Daarom publiceerde hij zijn ontdekkingen als anagram, door de letters van een zin door elkaar te gooien. Hij kon dan achteraf, door de oplossing van het anagram te geven, aantonen dat hij de eerste ontdekker was.
De astronoom Johannes Kepler trachtte de anagrammen op te lossen. Opmerkelijk is dat hij twee keer een onjuiste oplossing vond en dus onjuist concludeerde wat Galilei gezien had. Beide keren beschreef de onjuiste oplossing echter iets wat werkelijk bestond, maar pas later werd ontdekt.

#### De ring van Saturnus
Toen Galilei twee raadselachtige vlekjes aan weerszijden van Saturnus zag, waarvan later bleek dat het een ring zou zijn, schreef hij het anagram:
SMAISMRMILMEPOETALEVMIBVNENVGTTAVIRAS
aan de Toscaanse ambassadeur in Praag en aan Johannes Kepler.
Kepler trachtte het probleem op te lossen en vond:
Salve umbistineum geminatum Martia proles (Heil, stralende tweelingzoons van Mars),
waaruit hij concludeerde dat Galilei twee manen bij Mars had gezien. Dat was toepasselijk, want de god Mars heeft inderdaad tweelingzoons (Romulus en Remus). Nu bleek meer dan twee eeuwen later dat de planeet Mars werkelijk twee maantjes heeft, maar die waren buiten bereik van Galilei's telescoop. De juiste oplossing was:
Altissimum planetam tergeminum observavi (Ik heb de hoogste planeet (Saturnus) drievoudig gezien)

#### De schijngestalten van Venus
Een maand later ontdekte Galilei de schijngestalten van Venus. Hij zond het bericht:
Haec immatura a me jam frustra leguntur o.y. (Deze zijn nu te jong om door mij gelezen te worden (letters o en y bleven over.))
aan Giuliano de' Medici.
Kepler herordende de letters en vond:
Macula rufa in Jove est gyratur mathemarum (Een rode vlek op Jupiter draait mathematisch rond).
Inderdaad heeft Jupiter een rode vlek, maar die werd pas twee maanden later gezien. De juiste oplossing was:
Cynthiae figuras aemulatur mater Amorum (De moeder van Amor (dus Venus) imiteert de vormen van Cynthia (dus de maan)).
Opgemerkt wordt dat Galilei in geen van zijn anagrammen een hemellichaam bij de naam noemde, ongetwijfeld om het ontraadselen te bemoeilijken.

## Vernoemingen

### Sterrenkunde/ruimtevaart
- Een krater op de maan
- Een krater op Mars
- De vier Galileïsche manen van Jupiter
- De exoplaneet 55 Cancri b
- De planetoïde 697 Galilea, die werd ontdekt kort na de 300e verjaardag van de ontdekking van de Galileïsche manen
- Galileo, gebied op de Jupitermaan Ganymedes
- De Galileo (een ruimtesonde naar Jupiter)
- Het plaatsbepalingssysteem Galileo dat de EU met satellieten ontwikkelt als alternatief voor het Amerikaanse GPS

### Natuurkunde
- Een eenheid voor valversnelling: de gal
- Het getal van Galilei
- De Galileithermometer
- Galileitransformatie

### Overig
- Geografisch informatiesysteem van stad Leuven
- Vliegveld van Pisa
- Sinds 24 november 1961 heet een straat in Warschau in de wijk Bemowo, Galileostraat

## In muziek en literatuur
- Leben des Galilei, toneelstuk door Bertolt Brecht, 1939
- Galileo's Daughter, door Dana Sobel, 2000
- Galileo Galilei, een opera van Philip Glass, Mary Zimmerman en Arnold Weinstein, 2002
- Eppur si Muove, door Haggard 2005
- Galileo, door Indigo Girls, 1992
- My Galileo, door Aleksandra & Konstantin, 2004
- Bohemian Rhapsody, een lied van Queen, 1975